# Otto Jan Herbert van Limburg Stirum
Otto Jan Herbert graaf van Limburg Stirum (Utrecht, 6 november 1855 - Bad Godesberg (Dld.), 15 juli 1909) was een Nederlands politicus.
Van Limburg Stirum was een christelijk-historisch politicus uit een oud-adellijk geslacht, die in 1894 voor het in meerderheid christelijke district Katwijk in de Tweede Kamer kwam. Hij had na advocaat te zijn geweest een reis van vier jaar door Nederlands-Indië gemaakt, en was secretaris van de commissie voor de Gouvernements-koffiecultuur. Hij werd daardoor beschouwd als Indië-specialist. Hij was ook actief als publicist op koloniaal gebied. Zijn vader was officier en hofdignitaris.